# 一力辽
一力遼（いちりき りょう，1997年6月10日—），日本宮城縣仙台市人，出身地方豪族仙台一力家，日本圍棋職業九段棋士、記者、企業家，早稻田大學社會科學部畢業，河北新報社董事、東京分社圍棋記者。隸屬日本棋院東京本院，師從宋光復九段。與芝野虎丸九段、許家元九段二人合稱「令和三羽乌」。獲得過日本圍棋七大頭銜11次，歷史第10多。並且曾在第一屆GLOBIS杯世界新銳圍棋錦標賽裡贏下冠軍。2024年9月8日，在第10屆應氏盃以3：0零封中國棋士謝科九段，奪得職業生涯首個世界大賽冠軍，同時也是日本棋院棋手继张栩赢得2005年LG杯冠军后時隔19年、日本棋手继小林光一赢得1997年富士通杯冠军后時隔27年，再次赢得世界大赛冠军。

## 人物生平

### 成長經歷

#### 年幼時期
最早在擁有段位實力的祖父一力一夫的引領下，於5歲開始學習圍棋。6歲到8歲在當地的國際圍棋大學圍棋教室學習，在那段時間裡曾經接受業餘好手大沢伸一郎的指導。
2005年
以仙台市內小學校的2年級小學生身分在第26回少年少女圍棋大會全國大賽中出場，在R組預選賽中取得2勝1敗的戰績後敗退。
而後加入日本棋院東京本院成為院生，開始了平時在仙台上課，周末到東京棋院研修學習的日子
2008年
小學5年級時開始立志要往圍棋發展鑽研，便與母親一起來到了東京居住學習。
在當年的平成21年冬季棋士採用試驗中排行第12位入段失敗，該年由稲葉貴宇・安達利昌二位棋士成功入段。
2009年
小學6年級時參加當年的平成22年冬季棋士採用試驗中排行第4位入段失敗，該年由竹内康祐・沼舘沙輝哉二位棋士成功入段。
2010年
進入東京都立白鷗高校附属中學就讀，於國中1年級時參加當年的夏季棋士採用試驗中以4-6月院生研修成績排行第1位入段成功。
9月1日以13歲的年紀正式成為初段職業棋士。

#### 職業初期
2011年
在第8回中野杯U20選手權比賽中取得第3位，在第21期龍星戰本戰中出場，在第37期新人王戰本戰中出場。
12月22日通過第37回棋聖戰預選，於最終預選出場。
2012年
1月1日升為二段(年度獎金排名升段)。
3月19日在第3回御蔭杯快棋賽本戰中出場。
10月28日贏下第9回中野杯U20選手權冠軍。
11月18日在第7回若鯉戰敗給鈴木伸二三段取得亞軍。
2013年
1月1日升為三段(年度獎金排名升段)。
5月16日於第4回御蔭杯快棋賽中擊敗安斎伸彰六段取得冠軍。
8月19日在第20期日本阿含桐山杯中進入四強，在準決賽上不敵志田達哉六段。
9月26日以16歲又3個月16日的年紀進入第52期十段戰的本戰。創下歷史上進入十段戰本戰的最年輕紀錄。過去的紀錄是由趙治勳和井山裕太二人同時保持的18歲紀錄。。
11月18日在第8回若鯉戰擊敗富士田明彦新人王、第一次在公式戰中取得冠軍。在文藝春秋出版社的2月號/創刊90周年記念企畫「人材はここにいる」裡被介紹，此企劃從各行各業中取出人才108人，其中圍棋界就選1人。
該年(平成25年)的日本棋院棋道賞中獲得了新人賞、・勝率第1位賞(.8511)兩個獎項。
2014年
1月1日升為四段(年度獎金排名升段)，
3月21日於第39回棋聖戰突破最終預選進入挑戰者循環戰，依照日本棋院的規定升上七段。以16歲9個月的年紀打破原本由井山裕太所保持的17歲10個月(2007年棋聖戰)的最年輕打入大三冠本戰紀錄，最終該次棋聖戰本戰取得0勝5敗陷落的成績。
5月11日，參加第1回的GLOBIS杯世界新銳圍棋錦標賽(U-20)，首先在B組小組賽中先後擊敗黑嘉嘉六段、林君諺六段，接著在八強戰裡擊敗來自韓國的羅玄四段，而後在準決賽擊敗中國選手連笑七段，決賽中對決旅日台灣棋士許家元二段，最終取得勝利，贏得第一屆GLOBIS杯世界新銳圍棋錦標賽U-20的冠軍，此為個人首次贏下國際賽事(U20世界冠軍)。
5月16日在第5回御蔭杯快棋賽決賽上擊敗瀨戶大樹七段，取得該賽事二連覇。
8月21日的第40期天元戰本戰中第一次出場，在本戰中的四強賽上敗給當年天元的挑戰者高尾紳路九段。
9月25日的第39期新人王戰中以2比1的成績擊敗志田達哉七段，以17歲3個月的年紀贏下新人王的頭銜，成為歷史上最年輕獲得此頭銜者。
10月21日，在第16回三國圍棋擂台賽(農心辛拉麵杯)中第一局首先戰勝了韓國的卞相壹三段，之後在第二場裡負於中國的柁嘉熹九段。
11月11日，在第1回伊比倫杯（イベロジャパン杯，非公式戰）中再一次在決賽裡擊敗許家元二段取得冠軍。
該年(平成26年)的日本棋院棋道賞中獲得了國際賞獎項。
2015年
3月15日，在第62回NHK杯電視圍棋淘汰賽決賽中敗給了伊田篤史八段，獲得亞軍。雖不幸敗北，但仍打破闖入此杯賽決賽的最年輕紀錄。
7月7日，因其入選第二屆MLILY夢百合杯世界圍棋公開赛日本方的種子棋手，因此直接在本賽出場，遇上張強四段後落敗。
10月20-22日，於第17回三國圍棋擂台賽(農心辛拉麵杯)中在第一階段裡先後戰勝白贊僖、范蘊若、閔詳然後輸給了鄔光亞。此為日本棋壇自依田紀基以来10年後首次開局取得三連勝。
該年在日本棋院院士獎金排行榜中位居第9位，該年獎金共賺取1511萬日元。
該年(平成27年)的日本棋院棋道賞中獲得了國際賞獎項。
2016年
4月進入早稻田大學社會科學部讀書。
9月2日在第42期天元戰的本戰中執白擊敗山下敬吾九段，取得挑戰井山裕太七冠的挑戰權。此為日本現行的日本七大圍棋赛中史上第二位未滿20歲的挑戰者(首位即為其對手井山裕太天元，在2008年名人賽時以19歲的年紀成為頭銜挑戰者)，而後被井山裕太七冠以3:1的成績防衛成功。。
9月26日的第26期龍星戰的決賽上擊拜對手井山裕太七冠，首次贏得該比賽冠軍，贏得龍星頭銜。
9月27日在第18回三國圍棋擂台賽(農心辛拉麵杯)中的第1戰中擊敗昔日棋界第一人的李世乭九段。
該年在日本棋院院士獎金排行榜中位居第3位，該年獎金共賺取3522萬日元。
該年(平成28年)的日本棋院棋道賞中獲得了最多勝利賞(47勝19敗)、・最多對局賞(66局)兩個獎項。
2017年
參加中國圍棋協會所舉辦的「中國圍棋甲級聯賽」，效力於重慶地產隊，與其同隊的有古力九段、楊鼎新四段等棋士。。然而雖然該隊在2017年的圍甲聯賽常規賽裡拿下第6的成績(共14隊)，但一力遼七段卻出場3次，3戰皆敗，以0:3的成績結束2017年的賽季。
8月25日，在第65期王座戰本戰裡贏下芝野虎丸七段，成功取得王座的挑戰權。
8月31日，在第43期天元戰本戰裡勝過山下敬吾九段，連續2年獲得天元頭銜的挑戦權。而由於王座和天元兩座頭銜在此刻同時都由井山裕太七冠所擁有，因此一力遼作為挑戰者一方將與其進行至多十番勝負的較量。
9月7日，在第42期棋聖戰中以S聯盟第1名的身分出線。
11月9日裡，在棋聖頭銜挑戰者決定戰中以2:0的成績擊敗山下敬吾九段。一力以20歳7個月的年紀打破過去井山七冠所保持的21歳7個月的棋聖挑戰者紀錄，成為史上最年輕的棋聖挑戰者。而此時便形成了其與井山裕太七冠之間至多十七番勝負的紀錄，此為日本棋院歷史首次出現之現象。
9月10日，因一力遼獲得三大冠(棋聖、名人、本因坊)頭銜挑戰權，因此依照日本棋院的規定升為八段。
9月20日，在王座戰中挑戰井山裕太王座（七冠）時以3連敗敗退。
9月24日亦是在天元戰中挑戰井山裕太天元（七冠）時遭受了3連敗敗退。
該年在日本棋院院士獎金排行榜中位居第2位，該年獎金共賺取2523萬日元。
該年(平成29年)的日本棋院棋道賞中獲得了優秀棋士賞獎項。
2018年
2月16日，在棋聖戰之中繼續挑戰井山裕太棋聖（七冠）後又再次未取1勝，連續4連敗後敗退。至此，從去年至今在面對井山裕太七冠的王座、天元、棋聖的三個頭銜挑戰裡遭遇到了10連敗的完敗，期間1勝難求。
4月29日，20歲的一力遼在MBS「情熱大陸」20周年記念「ハタチの情熱」的紀錄片第四夜出演，在節目中談到對於擁有好成績的渴望，提到很多其他國家的棋士在10來歲就有世界冠軍，但他未獲取任一個七大頭銜，並且提到對於井山裕太七冠的多次連敗而落淚，也說到同時兼顧早稻田學業的繁忙，透露出這個20歲少年的成熟和對圍棋不曾改變的熱愛。
9月13日，在第66期的王座戰的挑戰權決定戰裡對上本木克弥八段執黒中押勝，連續兩年獲得王座頭銜的挑戰權。
9月24日，在第27期龍星戰裡，再次和本木克弥八段在決賽裡對上，並且成功贏下，第二次贏下龍星戰決賽，龍星頭銜成功防衛。
10月6日，在第25期日本阿含桐山杯的決賽裡贏下芝野虎丸七段，首次獲得該杯賽冠軍。
12月13日，迎來與井山裕太王座(五冠)之間的第66期王座戰的最終局，但再次被井山打敗，終局以2:3落敗、至此一力遼八段在其職業生涯裡，已經累積獲得5次挑戰七大頭銜的機會，卻未曾奪得一次七大頭銜任一頭銜。
該年在日本棋院院士獎金排行榜中位居第2位，該年獎金共賺取5161萬日元。
2019年
3月24日，在第66回NHK杯（2018年度）決賽對上井山裕太五冠，贏下了決賽，也是個人第一次贏下NHK杯冠軍。因獲得NHK杯的冠軍，因此得以和井山裕太四冠一起參加第31屆亞洲杯。
5月9日，在第44期碁聖戰的本戰決賽裡，對上「平成四天王」之一的羽根直樹九段，最終敗北。將挑戰頭銜的權力拱手讓人，也終止個人2016年以來的連續取得頭銜挑戰權的紀錄。而後羽根直樹九段也成功3:2擊敗許家元碁聖，獲得該期的碁聖頭銜。
6月21日，在第31屆亞洲杯的第一天比賽裡對上中國去年獲得中信銀行杯冠軍的丁浩六段，最終被執白的丁浩六段擊敗，結束了這一次的亞洲杯賽事。
9月23日，在第28期龍星戰決賽裡與上野愛咲美女流二冠(女流棋聖、女流本因坊)對上，值得一提的是，此為日本首位打進全部棋士皆可參加（七大頭銜、NHK杯、龍星、阿含桐山杯）之國內比賽決賽的女子棋手(比賽中接連擊敗高尾紳路九段、村川大介十段和許家元碁聖)。因此此戰引起眾多媒體前來報導，對局中一力遼八段執白，本來會被上野女流二冠屠龍，但卻成功做活盤龍眼(二頭蛇)棋形，憑藉一隻假眼將大龍做活，最終成功逆轉，衛冕了龍星頭銜，也是個人第三座龍星戰冠軍。
該年在日本棋院院士獎金排行榜中位居第3位，該年獎金共賺取3684萬日元。
該年(令和元年)的日本棋院棋道賞中獲得了勝率一位賞(.7705，47勝14敗)和連勝賞(16連勝，從該年7月4日至9月23日)兩個獎項。
2020年
3月下旬，從早稻田大學社會科學部畢業，進入家族企業河北新聞社的東京分部編輯部，成為其所屬的新聞記者，並在當記者的同時如過去一般繼續擔任其職業圍棋棋士的身分。
8月14日，經歷了數年以來5次取得挑戰頭銜權，卻都煞羽而歸的結果。一力遼八段終於在第45期碁聖戰的決賽裡，以3:0的結果擊敗羽根直樹碁聖，成功獲取碁聖頭銜。經歷了合計6次的挑戰後，終於第一次獲得了七大頭銜。
12月16日，在第46期天元戰中，以3勝2負的成績，戰勝了井山裕太四冠，也終止了自身對其的決賽五連敗，並且第一次達成生涯的二冠成就。

#### 首奪棋聖
2022年
3月18日，在與井山裕太纏鬥七局後，一力遼九段以4勝3敗的成績，獲得了第46期棋聖頭銜，這也是其生涯首次獲取日本圍棋界的最高頭銜。

#### 首奪本因坊
2023年
7月20日，经过七局鏖战，一力辽4：3艰难战胜在位本因坊井山裕太九段，首次获得本因坊头衔(第78期)。

#### 應氏杯冠軍
2024年
一力辽连续战胜王元均九段、屠晓宇八段、刘宇航七段、许嘉阳九段，在半决赛2：1逆转柯洁九段，决赛3：0轻取谢科九段，获得了个人首个世界大赛冠军。

## 升段记录
- 2010年9月1日-初段

- 2012年1月1日-二段（因獎金排名）

- 2013年1月1日-三段（因獎金排名）

- 2014年1月1日-四段（因獎金排名）

- 2014年3月21日-七段（因打進第39期棋聖戰S循環圈直升）

- 2017年11月10日-八段（因獲得第42期棋聖戰挑戰者資格直升）

- 2020年12月17日-九段（因獲得2次七大頭銜直升）

## 主要成绩

### 七大頭銜戰
- 棋聖 4期 (2022-25年・第46-49期)
- 名人 1期 (2024年・第49期)
- 本因坊 2期 (2024年・第78-79期)
- 天元 3期 (2020，2023-24年・第46，49-50期)
- 碁聖 1期 (2020年・第45期)

### 一般正式棋戰
- 龙星战冠军 4期 (2016年、2018年−2020年・第25期、27期-29期)
- 新人王战冠军 1期 (2014年・第39期)
- 若鯉戰冠军 2期 (2013年、2016年・第8期、11期)
- 阿含·桐山杯冠军 3期 (2018年、2023年−2024年・第25期、30期-31期)
- NHK杯冠军 4期 (2019年、2021年−2022年、2024年・第66期、68期-69期、71期)
- 御蔭杯冠軍 1期(2020年・第11期)

### 非正式棋戰
- 中野杯U20選手權冠軍 1回（2012年・第9回）
- 御蔭杯冠軍 3回(2013年・第4回)(2014年・第5回)(2016年・第7回)
- 伊比倫杯冠軍 1回（2014年・第1回）

### 獲獎經歷
棋道賞
- 最優秀棋士賞：1回（2023年）
- 優秀棋士賞：3回（2017年、2020年、2022年）
- 最多勝利賞：2回（2016年、2020年）
- 最多対局賞：2回（2016年、2020年）
- 勝率第1位賞：3回（2013年、2019年、2020年）
- 連勝賞：2回（2019年、2021年）
- 國際賞：3回（2014年、2015年、2020年）
- 新人賞（2013年）

### 七大頭銜紀錄
- 上色代表現在在位。

| 頭銜   | 決賽模式         | 進入決賽次數 | 奪冠次數 | 奪冠期數      | 奪冠年份      | 連霸 | 所獲稱號 |
| ------ | ---------------- | ------------ | -------- | ------------- | ------------- | ---- | -------- |
| 棋聖   | 七盤四勝 1-3月   | 5            | 4        | 第46-49期     | 2022-25       | 4連  |          |
| 十段   | 五盤三勝 3-4月   | 0            |          |               |               |      |          |
| 本因坊 | 五盤三勝 5-7月   | 3            | 2        | 第78-79期     | 2023-24       | 2連  |          |
| 碁聖   | 五盤三勝 6-8月   | 4            | 1        | 第45期        | 2020          |      |          |
| 名人   | 七盤四勝 9-11月  | 2            | 1        | 第49期        | 2024          |      |          |
| 王座   | 五盤三勝 10-12月 | 2            | 0        |               |               |      |          |
| 天元   | 五盤三勝 10-12月 | 6            | 3        | 第46，49-50期 | 2020，2023-24 | 2連  |          |

登場期數合計22期、獲得頭銜合計11期

## 年表
| 年份 | 棋聖             | 十段          | 本因坊             | 碁聖                  | 名人                     | 王座           | 天元                    | 一般棋戰                        | 棋道賞                   | 獎金收入 (万円) | 備註            |
| ---- | ---------------- | ------------- | ------------------ | --------------------- | ------------------------ | -------------- | ----------------------- | ------------------------------- | ------------------------ | --------------- | --------------- |
| 月份 | 1-3月            | 3-4月         | 5-7月              | 6-8月                 | 9-11月                   | 10-12月        | 10-12月                 |                                 |                          |                 |                 |
| 2010 |                  |               |                    |                       |                          |                |                         |                                 |                          |                 | 入段            |
| 2011 |                  |               |                    |                       |                          |                |                         |                                 |                          |                 |                 |
| 2012 |                  |               |                    | 預選B 敗退            | 預選C 敗退               | 預選C 敗退     | 預選B 敗退              | 中野杯                          |                          |                 | 升二段          |
| 2013 | 最終預選 敗退    | 預選A 敗退    | 預選B 敗退         | 預選B 敗退            | 預選A 敗退               | 預選B 敗退     | 預選A 敗退              | 若鯉 御蔭杯                     | 勝率 新人                |                 | 升三段          |
| 2014 | 預選A 敗退       | 本戰 8強      | 預選B 敗退         | 預選A 敗退            | 最終預選 敗退            | 最終預選 敗退  | 本戰 4強                | GLOBIS杯 御蔭杯 新人王 伊比倫杯 | 國際                     |                 | 升四段 直升七段 |
| 2015 | A循環圈 第6降級  | 本戰 8強      | 預選A 敗退         | 預選A 敗退            | 預選A 敗退               | 本戰 8強       | 本戰 8強                |                                 | 國際                     | 1511 (第9)      |                 |
| 2016 | A循環圈 第2升級  | 本戰 8強      | 初入循環圈 第6降級 | 預選A 敗退            | 最終預選 敗退            | 最終預選 敗退  | 井山裕太 xoxx           | 龍星 若鯉 御蔭杯                | 勝利 最多                | 3522 (第3)      |                 |
| 2017 | S循環圈 第4      | 本戰 8強      | 最終預選 敗退      | 本戰 4強              | 最終預選 敗退            | 井山裕太 xxx   | 井山裕太 xxx            |                                 | 優秀                     | 2523 (第2)      | 直升八段        |
| 2018 | 井山裕太 xxxx    | 本戰 4強      | 最終預選 敗退      | 本戰 16強             | 最終預選 敗退            | 井山裕太 oxxox | 本戰 16強               | 龍星 阿含桐山杯                 |                          | 5161 (第2)      |                 |
| 2019 | S循環圈 第5降級  | 本戰 8強      | 循環圈 第6降級     | 本戰 亞軍             | 最終預選 敗退            | 本戰 8強       | 本戰 32強               | 龍星 NHK杯                      | 勝率 連勝                | 3684 (第3)      |                 |
| 2020 | A循環圈 第1升級  | 本戰 16強     | 循環圈 第3         | 羽根直樹 ooo 初獲頭銜 | 初入循環圈 第2           | 最終預選 敗退  | 井山裕太 oxxoo 二冠達成 | 龍星 御蔭杯                     | 優秀 國際 勝利 勝率 最多 | 4820 (第2)      | 直升九段        |
| 2021 | S循環圈 第4      | 本戰 16強     | 循環圈 第3         | 井山裕太 xooxx        | 井山裕太 xooxoxx         | 本戰 亞軍      | 関航太郎 xoxx           | NHK杯                           | 連勝                     | 4429 (第2)      |                 |
| 2022 | 井山裕太 oxooxxo | 最終預選 敗退 | 井山裕太 xxxx      | 井山裕太 xxx          | 循環圈 第2               | 本戰 16強      | 本戰 亞軍               | 新龍星 NHK杯                    |                          | 7511 (第2)      |                 |
| 2023 | 芝野虎丸 oxooxo  | 本戰 4強      | 井山裕太 ooxoxxo   | 井山裕太 xxx          | 循環圈 第2               | 本戰 4強       | 関航太郎 oxxoo 三冠達成 | TEIKEI杯俊英 阿含桐山杯         | 最優秀                   | 11972 (第1)     |                 |
| 2024 | 井山裕太 oxoxoxo | 本戰 8強      | 余正麒 ooo         | 本戰 8強              | 芝野虎丸 ooxoxo 四冠達成 | 本戰 亞軍      | 芝野虎丸 oxoo           | 應氏杯 NHK杯 阿含桐山杯         | 最優秀、國際             | 12181 (第1)     |                 |
| 2025 | 井山裕太 xoxxooo | 本戰 8強      |                    |                       |                          |                |                         |                                 |                          |                 |                 |

- 套紅色為頭銜戰勝，套藍色為頭銜戰敗。
- 套黃色為進入挑戰者循環圈

## 国际比赛成绩
| 赛事     | 2010 | 2011 | 2012 | 2013 | 2014 | 2015 | 2016 | 2017 | 2018 | 2019 | 2020 | 2021 | 2022 | 2023 | 2024 |
| -------- | ---- | ---- | ---- | ---- | ---- | ---- | ---- | ---- | ---- | ---- | ---- | ---- | ---- | ---- | ---- |
| 應氏杯   | -    | -    | ×    | -    | -    | -    | ×    | -    | -    | -    | 4強  | -    | -    | -    | 冠軍 |
| 三星杯   | ×    | ×    | ×    | ×    | ×    | ×    | 32强 | ×    | ×    | ×    | 8强  | ×    | 16强 | ×    | ×    |
| LG盃     | ×    | ×    | ×    | ×    | ×    | ×    | 16強 | 32强 | 16强 | ×    | 32强 | 8强  | ×    | ×    | ×    |
| 春蘭杯   | ×    | -    | ×    | -    | ×    | -    | 32強 | -    | 32強 | -    | ×    | -    | 32強 | -    | 16強 |
| 百靈杯   | -    | -    | ×    | -    | ×    | -    | ×    | -    | ×    | -    | -    | -    | -    | -    | -    |
| 夢百合杯 | -    | -    | -    | ×    | -    | 64强 | -    | ×    | -    | 8強  | -    | -    | -    | 32强 |      |
| 新奥杯   | -    | -    | -    | -    | -    | -    | ×    | -    | -    | -    | -    | -    |      |      |      |
| 天府杯   | —    | —    | —    | —    | —    | —    | —    | —    | 32强 | —    | —    | —    |      |      |      |
| 爛柯杯   | —    | —    | —    | —    | —    | —    | —    | —    | —    | —    | —    | —    | —    | ×    | 48强 |
| 亞洲杯   | ×    | ×    | ×    | ×    | ×    | 8強  | ×    | 4強  | ×    | 8強  | 停辦 | 停辦 | 停辦 | 停辦 | 停辦 |
| 农心杯   | ×    | ×    | ×    | ×    | 1:1  | 3:1  | 1:1  | 0:1  | 0:1  | 0:1  | 0:1  | 0:1  | 0:1  | 0:1  |      |

- 注1：斜体字意味着进入本赛后未赢一场
- 注2：浅绿背景意味着赛事仍在进行中

## 著書

### 監修
- 洪道場編  一力遼、藤澤里菜監修 『洪道場秘伝問題集 (囲碁人ブックス)』 マイナビ出版、2015年。ISBN 4839957207

## 外部連結
- 日本棋院「一力遼」 （页面存档备份，存于）
- 河北新報 一力遼の一碁一会 - 不定期連載コラム